# Toon (Ehime)
Toon (Japans: 東温市, Tōon-shi) is een stad in de prefectuur Ehime, Japan. Op 1 maart 2008 had de stad een bevolking van 35.464 inwoners. De bevolkingsdichtheid bedroeg 168 inw./km². De oppervlakte van de stad is 211,45 km².
Toon werd gesticht op 21 september 2004 na een fusie van de gemeenten Kawauchi en Shigenobu.